# 尼肯 (智利)
36°18′S 71°54′W / 36.300°S 71.900°W

尼肯（西班牙語：Ñiquén）是智利紐夫萊大區普尼亞省的城鎮，位於該國中部，始建於1891年12月22日，面積493.1平方公里，海拔高度149米，2012年人口10,759人，人口密度每平方公里22人。